# Ull-Britt Gustafsson-Pensar
Ull-Britt Gustafsson-Pensar, född 26 november 1931, död 30 december 2024, var en finländsk modersmålslektor som var medlem av Finlands svenska psalmkommitté 1975–1983.
Hon finns bland annat representerad i Den svenska psalmboken 1986 med två verk, bearbetning av Zacharias Topelius psalm (nr 293 Sanningens Ande) och översättning av P. Perkiös psalm 646 (Grip du mig Helige Ande). Vidare finns hennes översättningar i Den svenska psalmboken på finska (Ruotsin kirkon virsikirja). I dess tillägg finns psalmer på finska och på svenska, bland dem psalmer 724:3 Nu sjunker bullret, 3 versː Och vaka, Kristus (3.vers, text Anna-Maija Raittila), 741 Vår Fader och Gud (text Helena Shuuladu) och 746 Lik ängens sköna blomma (text Hallgrimur Pétursson).

## Psalmer
Psalm, som Gustafsson-Pensar skrivit och finns i den finlandssvenska psalmboken:
- 465 Ett barn som döps i Jesu namn

Psalmer, som Gustafsson-Pensarin översatt i den finlandssvenska psalmboken:
- 118 Grip du mig Helige Ande (text Pia Perkiö)
- 228 Till måltif Herren kallar (text Kurt Rommel)
- 429 Vår tröghet är så stor, o Gud  (text  Fred Kaan)
- 446 Guds familj är världens största (text i Jukka Lehtinen)
- 528 Nu sjunker bullret, 3 versː Och vaka, Kristus (3.vers, text Anna-Maija Raittila)
- 554 Vår Fader och Gud (text Helena Shuuladu)
- 556 Lik ängens sköna blomma (text Hallgrimur Pétursson)

I tillägget Sång i Guds värld:
- 884 O, Jesus Krist, förvandla mig (text Eyvind Skeie)
- 895 Kristna, kom i morgonljuset  (text Eyvind Skeie)
- 896 Vi sträcker våra händer (text Svein Ellingsen)